# Boncompagni (famiglia)

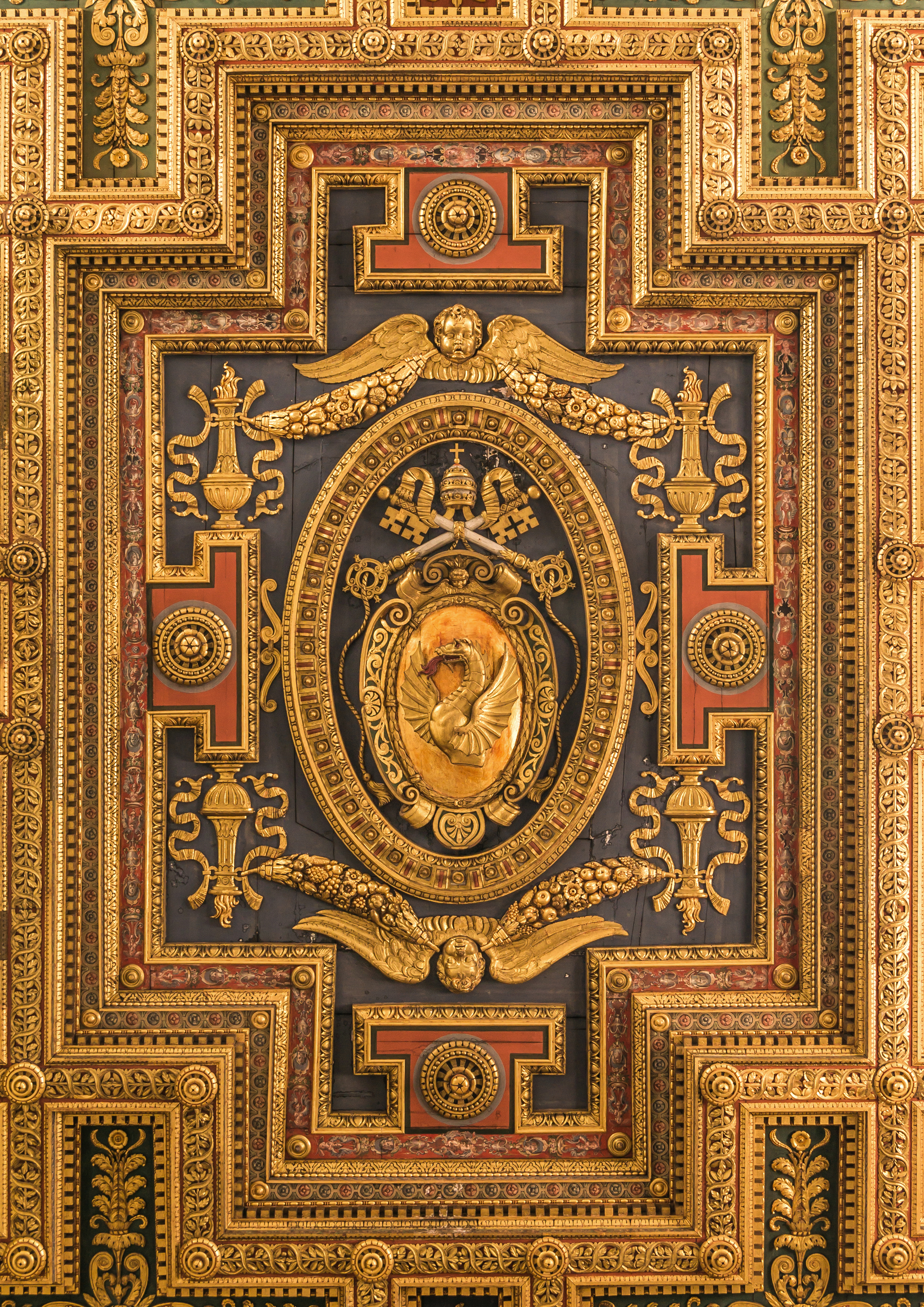
Stemma papale di Casa Boncompagni nella Basilica di Santa Maria in Aracoeli, Roma

I Boncompagni (o Buoncompagni) sono un'antica famiglia principesca della nobiltà italiana che si stabilì a Bologna intorno al XIV secolo, ma che probabilmente discende dai Dragoni della Sassonia, consanguinei di Ottone II.
Nel 1572 ottennero il soglio pontificio grazie a Ugo Boncompagni, che, con il nome di Gregorio XIII, venne eletto papa della Chiesa cattolica. Da allora la potenza della famiglia incrementò sostanzialmente. Infatti, nel 1579, il papa acquistò dai Della Rovere il Ducato di Sora per il figlio Giacomo, la cui discendenza vi regnò come duchi fino al 1796. Successivamente ottennero anche il Principato di Piombino, in seguito al matrimonio di Gregorio II Boncompagni con Ippolita Ludovisi, principessa di Piombino ed ultima della sua dinastia. Regnarono su Piombino, come Boncompagni-Ludovisi, fino alla deposizione dell'ultimo principe sovrano, Antonio II, dopo il Congresso di Vienna nel 1815.

## Storia
Secondo la tradizione più diffusa, si ritiene che la famiglia Boncompagni debba discendere da quella degli antichi Dragoni della Sassonia. Tra testi antichi e leggende, si pensa che i Boncompagni discendono infatti da Liutolfo dei Duchi di Sassonia, arrivati in Italia assieme ad Ottone II, dal quale discendono.
Da Liutolfo nacque un figlio chiamato Boncompagno, che, quando si stabilì a Visso, cambiò il cognome Dragonibus in “Boncompagni” per consuetudine popolare, e semplificò lo stemma originario (tre mezzi dragoni d’oro in campo rosso) in un unico drago alato d’oro su campo rosso. Da Boncompagno discese Rodolfo, che nel 1133 fu investito da Lotario II della Signoria di Assisi con il titolo di conte, in quanto consanguineo e discendente dei duchi di Sassonia. Dal conte Rodolfo discese Paolo, che ebbe cinque figli. Quattro di essi lasciarono Assisi e andarono a stabilirsi altrove, dando vita a diversi rami: Rodolfo II, da cui la linea dei duchi di Spoleto; Boncompagno, fondatore delle famiglie di Visso e Foligno; Riniero, capostipite della linea di Arezzo; Dragone, vicario imperiale per l’Umbria; Giovanni, da cui derivarono i Boncompagni di Bologna, fra i quali Ugo Boncompagni, eletto papa Gregorio XIII, e numerosi cardinali, nonché i principi sovrani di Piombino e dell’Elba fino al 1815.

Nel 1572 il figlio di Cristoforo e Angela, Ugo Boncompagni, venne eletto al soglio pontificio quale 226º papa della Chiesa cattolica col nome di Gregorio XIII. Da allora il lustro e la potenza della casata non poté che accrescere.

Stemma di papa Gregorio XIII, al secolo Ugo Boncompagni.

Numerosi membri ottennero cariche importanti nella Chiesa e ben 5, oltre ad Ugo, furono creati cardinali: Filippo (1548–1586), Francesco (1592–1641), Girolamo (1622–1684), Giacomo (1652–1731), Ignazio Gaetano (1743–1790); di questi, tra gli altri incarichi, uno fu Arcivescovo di Napoli e due furono Arcivescovi di Bologna, mentre un altro fu anche Segretario di Stato della Santa Sede.
Nel 1579, il Papa acquistò dai Della Rovere il Ducato di Sora per il suo stesso figlio, Giacomo Boncompagni, a cui poi si aggiunsero altri titoli e feudi. La discendenza di Giacomo regnò su quei territori, come duchi, fino al 1796.
Con il matrimonio nel 1681 di Gregorio II Boncompagni (1642–1707), duca di Sora, con Ippolita Ludovisi (1663–1733), principessa regnante di Piombino ed ultima della sua stirpe, si unirono sotto lo stesso tetto la casata Boncompagni e quella dei  Ludovisi, facendo confluire in questo modo i titoli e i beni di quest'ultimi nella nuova dinastia dei Boncompagni-Ludovisi. Questi regnarono sul Principato di Piombino fino alla discesa in Italia di Napoleone Bonaparte.
Nel XVIII secolo, inoltre, con il matrimonio di Pietro Gregorio Boncompagni Ludovisi (1709–1747), figlio del duca Antonio I Boncompagni e della principessa Maria Eleonora Boncompagni Ludovisi, con l'ereditiera Maria Francesca Ottoboni (1715–1758), figlia di Marco Ottoboni, I duca di Fiano, ed ultimo membro della famiglia Ottoboni, anche quest'ultima casata confluì con nome, stemma e titoli nella famiglia Boncompagni. La nuova dinastia dei Boncompagni-Ludovisi-Ottoboni, ramo separato dal principale ceppo dei Boncompagni-Ludovisi, detenne il titolo di "Duca di Fiano" fino al 1909, anno in cui la casata si estinse in linea maschile alla morte del duca Marco Boncompagni Ludovisi Ottoboni. Tuttavia, il titolo e l'eredità dei Boncompagni-Ludovisi-Ottoboni continua ad esistere tutt'oggi tramite il passaggio in diverse dinastie (Ruspoli, Rasponi Bonanzi, Serlupi-Crescenzi), tutte discendenti per linea femminile da quest'ultimi.
Oggi la rappresentanza e il titolo di Capo della Casa Boncompagni è nelle mani di Don Francesco Maria Boncompagni-Ludovisi (n. 1965), figlio di Nicolò Francesco Boncompagni-Ludovisi e discendente per via diretta maschile dai Duchi di Sora.

## Cardinali
| Immagine | Nome                                 | Nascita          | Creato cardinale                       | Morte                      | Incarichi cardinalizi | Incarichi vescovili/arcivescovili e/o altri | N.    |
| -------- | ------------------------------------ | ---------------- | -------------------------------------- | -------------------------- | --- | --- | ----- |
|          | Ugo Boncompagni                      | 1º gennaio 1501  | 12 marzo 1565 da papa Pio IV           | 10 aprile 1585 (84 anni)   | Cardinale presbitero di San Sisto (1565-1572) | Vescovo di Vieste (1558-60)Eletto al soglio pontificio con il nome di Gregorio XIII nel 1572 | [ 3 ] |
|          | Filippo Boncompagni                  | 7 settembre 1548 | 2 giugno 1572 da papa Gregorio XIII    | 9 giugno 1586 (37 anni)    | Cardinale presbitero di San Sisto (1572-1586) | Sovrintendente generale dello Stato Ecclesiastico (1572-85), Penitenziere Maggiore (1579-86), Prefetto della Congregazione del Concilio (1580-86), Arciprete della Basilica Liberiana di Santa Maria Maggiore (1581-86)                                   | [ 4 ] |
|          | Francesco Boncompagni                | 21 gennaio 1592  | 19 aprile 1621 da papa Gregorio XV     | 19 dicembre 1641 (49 anni) | Cardinale diacono di Sant'Angelo in Pescheria (1621-26), Cardinale diacono di Sant'Eustachio (1626-34), Cardinale presbitero dei Santi Quattro Coronati (1634-41)                                                  | Legato apostolico di Perugia e dell'Umbria (1622-23), Vescovo di Fano (1622-26), Arcivescovo metropolita di Napoli (1626-41) | [ 5 ] |
|          | Girolamo Boncompagni                 | 23 marzo 1622    | 14 gennaio 1664 da papa Alessandro VII | 24 gennaio 1684 (61 anni)  | Cardinale presbitero dei Santi Marcellino e Pietro (1664-84) | Segretario della Congregazione dei Riti (1648-51), Arcivescovo metropolita di Bologna (1651-84), Prefetto del Palazzo Apostolico (1660-64) | [ 6 ] |
|          | Giacomo Boncompagni                  | 15 maggio 1652   | 12 dicembre 1695 da papa Innocenzo XII | 24 marzo 1731 (78 anni)    | Cardinale presbitero di Santa Maria in Via (1696-1724), Cardinale vescovo di Albano (1724-31) | Arcivescovo metropolita di Bologna (1690-1731) | [ 7 ] |
|          | Ignazio Gaetano Boncompagni Ludovisi | 18 giugno 1743   | 17 luglio 1775 da papa Pio VI          | 9 agosto 1790 (47 anni)    | Cardinale diacono di Santa Maria in Portico Campitelli (1775-87), Cardinale diacono di Santa Maria ad Martyres (1787-89), Cardinale protodiacono (1789-90), Cardinale diacono di Santa Maria in Via Lata (1789-90) | Legato apostolico di Bologna (1777-85), Segretario di Stato di Sua Santità (1785-89), Prefetto della Congregazione della Sacra Consulta (1785-89), Prefetto della Congregazione di Avignone (1785-89), Prefetto della Congregazione Lauretana (1785-1789) | [ 8 ] |

## Duchi di Sora

### Duchi sovrani
| Sovrano | Immagine | Stemma | Regno | Matrimonio & Discendenza | Diritto di successione | N. |
| Nel 1579 , papa Gregorio XIII acquistò il Ducato di Sora dai Della Rovere per donarlo al suo stesso figlio, Giacomo Boncompagni . | Nel 1579 , papa Gregorio XIII acquistò il Ducato di Sora dai Della Rovere per donarlo al suo stesso figlio, Giacomo Boncompagni . | Nel 1579 , papa Gregorio XIII acquistò il Ducato di Sora dai Della Rovere per donarlo al suo stesso figlio, Giacomo Boncompagni . | Nel 1579 , papa Gregorio XIII acquistò il Ducato di Sora dai Della Rovere per donarlo al suo stesso figlio, Giacomo Boncompagni . | Nel 1579 , papa Gregorio XIII acquistò il Ducato di Sora dai Della Rovere per donarlo al suo stesso figlio, Giacomo Boncompagni . | Nel 1579 , papa Gregorio XIII acquistò il Ducato di Sora dai Della Rovere per donarlo al suo stesso figlio, Giacomo Boncompagni . | Nel 1579 , papa Gregorio XIII acquistò il Ducato di Sora dai Della Rovere per donarlo al suo stesso figlio, Giacomo Boncompagni . |
| Boncompagni | Boncompagni | Boncompagni | Boncompagni | Boncompagni | Boncompagni | Boncompagni |
| --- | --- | --- | --- | --- | --- | --- |
| Jacopo I Boncompagni (1548–1612) | | | 1579 | Costanza Sforza di Santa Fiora 14 figli                                                                                           | Nessuno, acquisto del Ducato da parte del Papa, suo padre                                                                         | [ 1 ] |
| Jacopo I Boncompagni (1548–1612) | 8 maggio 1612 | | | Costanza Sforza di Santa Fiora 14 figli                                                                                           | Nessuno, acquisto del Ducato da parte del Papa, suo padre                                                                         | [ 1 ] |
| Gregorio I Boncompagni (1590–1628) | | | 8 maggio 1612 | Eleonora Zapata 4 figli e 4 figlie                                                                                                | Figlio del precedente, Jacopo I                                                                                                   | [ 1 ] |
| Gregorio I Boncompagni (1590–1628) | 13 ottobre 1628 | | | Eleonora Zapata 4 figli e 4 figlie                                                                                                | Figlio del precedente, Jacopo I                                                                                                   | [ 1 ] |
| Jacopo II Boncompagni (1613–1636) | | | 13 ottobre 1628 | - | Figlio del precedente, Gregorio I                                                                                                 | [ 1 ] |
| Jacopo II Boncompagni (1613–1636) | 13 aprile 1636 | | | - | Figlio del precedente, Gregorio I                                                                                                 | [ 1 ] |
| Ugo I Boncompagni (1614–1676) | | | 13 aprile 1636 | Maria Ruffo di Bagnara 5 figli e 8 figlie                                                                                         | Fratello del precedente, Jacopo II, e figlio di Gregorio I                                                                        | [ 1 ] |
| Ugo I Boncompagni (1614–1676) | 29 ottobre 1676 | | | Maria Ruffo di Bagnara 5 figli e 8 figlie                                                                                         | Fratello del precedente, Jacopo II, e figlio di Gregorio I                                                                        | [ 1 ] |
| Gregorio II Boncompagni (1642–1707) | | | 29 ottobre 1676 | (1) Giustina Gallio 1 figlio (2) Ippolita Ludovisi 6 figlie e 1 figlio                                                            | Figlio del precedente, Ugo I | [ 1 ] |
| Gregorio II Boncompagni (1642–1707) | 1º gennaio 1707 | | | (1) Giustina Gallio 1 figlio (2) Ippolita Ludovisi 6 figlie e 1 figlio                                                            | Figlio del precedente, Ugo I | [ 1 ] |
| Antonio I Boncompagni (1658–1731) | | | 1º gennaio 1707 | Maria Eleonora Boncompagni Ludovisi 3 figli e 2 figlie                                                                            | Fratello del precedente, Gregorio II, e figlio di Ugo I                                                                           | [ 1 ] |
| Antonio I Boncompagni (1658–1731) | 28 gennaio 1731 | | | Maria Eleonora Boncompagni Ludovisi 3 figli e 2 figlie                                                                            | Fratello del precedente, Gregorio II, e figlio di Ugo I                                                                           | [ 1 ] |
| Boncompagni-Ludovisi | | | | | | |
| Gaetano I Boncompagni Ludovisi (1706–1777) | | | 28 gennaio 1731 | Laura Chigi 4 figli e 5 figlie | Figlio del precedente, Antonio I                                                                                                  | [ 1 ] |
| Gaetano I Boncompagni Ludovisi (1706–1777) | 24 maggio 1777 | | | Laura Chigi 4 figli e 5 figlie | Figlio del precedente, Antonio I                                                                                                  | [ 1 ] |
| Antonio II Boncompagni Ludovisi (1735–1805) | | | 24 maggio 1777 | (1) Donna Giacinta Orsini dei Duchi di Gravina nessun figlio (2) Donna Vittoria Sforza Cesarini 2 figli e 1 figlia                | Figlio del precedente, Gaetano I                                                                                                  | [ 1 ] |
| Antonio II Boncompagni Ludovisi (1735–1805) | 1796 | | | (1) Donna Giacinta Orsini dei Duchi di Gravina nessun figlio (2) Donna Vittoria Sforza Cesarini 2 figli e 1 figlia                | Figlio del precedente, Gaetano I                                                                                                  | [ 1 ] |
| Nel 1796 , con Regio Decreto, il re Ferdinando IV di Napoli dichiarava soppresso il Ducato di Sora , incorporandolo definitivamente nel Regno di Napoli e annettendolo alla provincia di Terra di Lavoro . Il titolo di "Duca di Sora" rimase comunque in casa Boncompagni-Ludovisi ma puramente da un punto di vista onorifico. | | | | | | |

### Duchi titolari
| Sovrano                                                  | Immagine             | Stemma               | Regno                | Matrimonio & Discendenza | Diritto di successione                         | N.                   |                      |
| Boncompagni-Ludovisi                                     | Boncompagni-Ludovisi | Boncompagni-Ludovisi | Boncompagni-Ludovisi | Boncompagni-Ludovisi | Boncompagni-Ludovisi                           | Boncompagni-Ludovisi | Boncompagni-Ludovisi |
| -------------------------------------------------------- | -------------------- | -------------------- | -------------------- | --- | ---------------------------------------------- | -------------------- | -------------------- |
| Luigi I Boncompagni Ludovisi (1767–1841)                 |                      |                      | 26 aprile 1805       | Maddalena Odescalchi dei Duchi di Bracciano 3 figli e 4 figlie                                                                         | Figlio di Antonio II                           | [ 1 ]                |                      |
| Luigi I Boncompagni Ludovisi (1767–1841)                 | 9 maggio 1841        |                      |                      | Maddalena Odescalchi dei Duchi di Bracciano 3 figli e 4 figlie                                                                         | Figlio di Antonio II                           | [ 1 ]                |                      |
| Antonio III Boncompagni Ludovisi (1808–1883)             |                      |                      | 9 maggio 1841        | Donna Guglielma Massimo 2 figli e 5 figlie                                                                                             | Figlio del precedente, Luigi I                 | [ 1 ]                |                      |
| Antonio III Boncompagni Ludovisi (1808–1883)             | 10 luglio 1883       |                      |                      | Donna Guglielma Massimo 2 figli e 5 figlie                                                                                             | Figlio del precedente, Luigi I                 | [ 1 ]                |                      |
| Rodolfo Boncompagni Ludovisi (1832–1911)                 |                      |                      | 10 luglio 1883       | Donna Agnese Borghese 3 figli e 3 figlie                                                                                               | Figlio del precedente, Antonio III             | [ 1 ]                |                      |
| Rodolfo Boncompagni Ludovisi (1832–1911)                 | 12 dicembre 1911     |                      |                      | Donna Agnese Borghese 3 figli e 3 figlie                                                                                               | Figlio del precedente, Antonio III             | [ 1 ]                |                      |
| Ugo II Maria Boncompagni Ludovisi (1856–1935)            |                      |                      | 12 dicembre 1911     | (1) Donna Vittoria Patrizi-Naro-Montoro 2 figlie (2) Donna Laura Altieri 1 figli e 2 figlie                                            | Figlio del precedente, Rodolfo                 | [ 1 ]                |                      |
| Ugo II Maria Boncompagni Ludovisi (1856–1935)            | 9 novembre 1935      |                      |                      | (1) Donna Vittoria Patrizi-Naro-Montoro 2 figlie (2) Donna Laura Altieri 1 figli e 2 figlie                                            | Figlio del precedente, Rodolfo                 | [ 1 ]                |                      |
| Francesco Antonio Maria Boncompagni Ludovisi (1886–1955) |                      |                      | 9 novembre 1935      | Nicoletta Prinetti Castelletti 2 figli e 2 figlie                                                                                      | Figlio del precedente, Ugo II Maria            | [ 1 ]                |                      |
| Francesco Antonio Maria Boncompagni Ludovisi (1886–1955) | 7 giugno 1955        |                      |                      | Nicoletta Prinetti Castelletti 2 figli e 2 figlie                                                                                      | Figlio del precedente, Ugo II Maria            | [ 1 ]                |                      |
| Gregorio III Boncompagni Ludovisi (1910–1988)            |                      |                      | 7 giugno 1955        | Bonacossa Aliotti 1 figlio | Figlio del precedente, Francesco Antonio Maria | [ 1 ]                |                      |
| Gregorio III Boncompagni Ludovisi (1910–1988)            | 8 febbraio 1988      |                      |                      | Bonacossa Aliotti 1 figlio | Figlio del precedente, Francesco Antonio Maria | [ 1 ]                |                      |
| Nicolò Francesco Boncompagni Ludovisi (1941–2018)        |                      |                      | 8 febbraio 1988      | (1) Donna Benedetta Barberini Colonna di Sciarra 3 figli (2) Ludmilla Sisova Denisovitch nessun figlio (3) Rita Jenrette nessun figlio | Figlio del precedente, Gregorio III            | [ 1 ]                |                      |
| Nicolò Francesco Boncompagni Ludovisi (1941–2018)        | 2018                 |                      |                      | (1) Donna Benedetta Barberini Colonna di Sciarra 3 figli (2) Ludmilla Sisova Denisovitch nessun figlio (3) Rita Jenrette nessun figlio | Figlio del precedente, Gregorio III            | [ 1 ]                |                      |
| Francesco Maria Boncompagni Ludovisi (1965–in vita)      |                      |                      | 2018                 | Violante Gonzaga 1 figlio e 1 figlia                                                                                                   | Figlio del precedente, Nicolò Francesco        | [ 1 ]                |                      |
| Francesco Maria Boncompagni Ludovisi (1965–in vita)      | in carica            |                      |                      | Violante Gonzaga 1 figlio e 1 figlia                                                                                                   | Figlio del precedente, Nicolò Francesco        | [ 1 ]                |                      |

## Principi di Piombino
| Sovrano/a | Immagine        | Stemma      | Regno            | Matrimonio & Discendenza                                                                                           | Diritto di successione                                                           | N.          |             |
| Boncompagni | Boncompagni     | Boncompagni | Boncompagni      | Boncompagni | Boncompagni                                                                      | Boncompagni | Boncompagni |
| --- | --------------- | ----------- | ---------------- | --- | -------------------------------------------------------------------------------- | ----------- | ----------- |
| Gregorio II Boncompagni (1642–1707) |                 |             | 27 gennaio 1701  | (1) Giustina Gallio 1 figlio (2) Ippolita Ludovisi 6 figlie e 1 figlio                                             | jure uxoris                                                                      | [ 1 ]       |             |
| Gregorio II Boncompagni (1642–1707) | 1º gennaio 1707 |             |                  | (1) Giustina Gallio 1 figlio (2) Ippolita Ludovisi 6 figlie e 1 figlio                                             | jure uxoris                                                                      | [ 1 ]       |             |
| Boncompagni-Ludovisi |                 |             |                  | |                                                                                  |             |             |
| Maria Eleonora Boncompagni Ludovisi (1686–1745) |                 |             | 29 dicembre 1733 | Antonio I Boncompagni 3 figli e 2 figlie                                                                           | Figlia della principessa regnante Ippolita Ludovisi e di Gregorio II Boncompagni | [ 1 ]       |             |
| Maria Eleonora Boncompagni Ludovisi (1686–1745) | 5 gennaio 1745  |             |                  | Antonio I Boncompagni 3 figli e 2 figlie                                                                           | Figlia della principessa regnante Ippolita Ludovisi e di Gregorio II Boncompagni | [ 1 ]       |             |
| Gaetano I Boncompagni Ludovisi (1706–1777) |                 |             | 5 gennaio 1745   | Laura Chigi 4 figli e 5 figlie                                                                                     | Figlio della precedente, Maria Eleonora                                          | [ 1 ]       |             |
| Gaetano I Boncompagni Ludovisi (1706–1777) | 24 maggio 1777  |             |                  | Laura Chigi 4 figli e 5 figlie                                                                                     | Figlio della precedente, Maria Eleonora                                          | [ 1 ]       |             |
| Antonio II Boncompagni Ludovisi (1735–1805) |                 |             | 24 maggio 1777   | (1) Donna Giacinta Orsini dei Duchi di Gravina nessun figlio (2) Donna Vittoria Sforza Cesarini 2 figli e 1 figlia | Figlio del precedente, Gaetano I                                                 | [ 1 ]       |             |
| Antonio II Boncompagni Ludovisi (1735–1805) | 1801            |             |                  | (1) Donna Giacinta Orsini dei Duchi di Gravina nessun figlio (2) Donna Vittoria Sforza Cesarini 2 figli e 1 figlia | Figlio del precedente, Gaetano I                                                 | [ 1 ]       |             |
| Dopo la battaglia di Marengo ( 1800 ), le truppe napoleoniche annetterono Piombino alla Francia , deponendo il principe Antonio II (che già nel 1796 aveva perso il Ducato di Sora). Successivamente, per volere di Napoleone , nel 1805 venne creato il Principato di Lucca e Piombino ed assegnato alla sorella Elisa Bonaparte e al di lei marito, Felice Baciocchi . |                 |             |                  | |                                                                                  |             |             |

## Duchi di Fiano: Boncompagni-Ludovisi-Ottoboni
| Sovrano | Immagine                      | Stemma                        | Regno                         | Matrimonio & Discendenza                                                     | Diritto di successione                                                  | N.                            |                               |
| Boncompagni-Ludovisi-Ottoboni | Boncompagni-Ludovisi-Ottoboni | Boncompagni-Ludovisi-Ottoboni | Boncompagni-Ludovisi-Ottoboni | Boncompagni-Ludovisi-Ottoboni                                                | Boncompagni-Ludovisi-Ottoboni                                           | Boncompagni-Ludovisi-Ottoboni | Boncompagni-Ludovisi-Ottoboni |
| --- | ----------------------------- | ----------------------------- | ----------------------------- | ---------------------------------------------------------------------------- | ----------------------------------------------------------------------- | ----------------------------- | ----------------------------- |
| Pietro Gregorio Ottoboni Boncompagni Ludovisi (1709–1747) |                               |                               | 1731                          | Maria Francesca Ottoboni 4 figli e 2 figlie                                  | ex uxore                                                                | [ 1 ]                         |                               |
| Pietro Gregorio Ottoboni Boncompagni Ludovisi (1709–1747) | 7 settembre 1747              |                               |                               | Maria Francesca Ottoboni 4 figli e 2 figlie                                  | ex uxore                                                                | [ 1 ]                         |                               |
| Alessandro Boncompagni Ludovisi Ottoboni (1734–1780) |                               |                               | 7 settembre 1747              | Lucrezia Zuliano nessun figlio                                               | Figlio del precedente, Pietro Gregorio                                  | [ 1 ]                         |                               |
| Alessandro Boncompagni Ludovisi Ottoboni (1734–1780) | 17 ottobre 1780               |                               |                               | Lucrezia Zuliano nessun figlio                                               | Figlio del precedente, Pietro Gregorio                                  | [ 1 ]                         |                               |
| Antonio Boncompagni Ludovisi Ottoboni (1736–1803) |                               |                               | 17 ottobre 1780               | Clelia Borromeo nessun figlio                                                | Fratello del precedente, Alessandro, e figlio di Pietro Gregorio        | [ 1 ]                         |                               |
| Antonio Boncompagni Ludovisi Ottoboni (1736–1803) | 7 gennaio 1803                |                               |                               | Clelia Borromeo nessun figlio                                                | Fratello del precedente, Alessandro, e figlio di Pietro Gregorio        | [ 1 ]                         |                               |
| Marco Boncompagni Ludovisi Ottoboni (1741–1818) |                               |                               | 7 gennaio 1803                | Giustiniana Sambiase Sanseverino dei Principi di Campana 1 figlio e 2 figlie | Fratello del precedente, Antonio, e figlio di Pietro Gregorio           | [ 1 ]                         |                               |
| Marco Boncompagni Ludovisi Ottoboni (1741–1818) | 1º febbraio 1818              |                               |                               | Giustiniana Sambiase Sanseverino dei Principi di Campana 1 figlio e 2 figlie | Fratello del precedente, Antonio, e figlio di Pietro Gregorio           | [ 1 ]                         |                               |
| Alessandro Boncompagni Ludovisi Ottoboni (1805–1837) |                               |                               | 1º febbraio 1818              | Costanza Boncompagni-Ludovisi 1 figlio                                       | Figlio del precedente, Marco                                            | [ 1 ]                         |                               |
| Alessandro Boncompagni Ludovisi Ottoboni (1805–1837) | 29 agosto 1837                |                               |                               | Costanza Boncompagni-Ludovisi 1 figlio                                       | Figlio del precedente, Marco                                            | [ 1 ]                         |                               |
| Marco Boncompagni Ludovisi Ottoboni (1832–1909) |                               |                               | 29 agosto 1837                | Giulia Boncompagni-Ludovisi 2 figlie                                         | Figlio del precedente, Alessandro                                       | [ 1 ]                         |                               |
| Marco Boncompagni Ludovisi Ottoboni (1832–1909) | 29 marzo 1909                 |                               |                               | Giulia Boncompagni-Ludovisi 2 figlie                                         | Figlio del precedente, Alessandro                                       | [ 1 ]                         |                               |
| Con la morte del duca Marco Boncompagni Ludovisi Ottoboni anche questo ulteriore ramo dei duchi di Fiano si estinse in linea maschile, ma continuò in linea femminile. Infatti, la prima delle due figlie di Marco, Costanza Maria Anna Giuseppina Antonietta Luisa Boncompagni-Ludovisi-Ottoboni, aveva sposato in prime nozze Mario Ruspoli e suo figlio, Augusto , ereditò il titolo.                                           |                               |                               |                               |                                                                              |                                                                         |                               |                               |
| Ruspoli-Ottoboni |                               |                               |                               |                                                                              |                                                                         |                               |                               |
| Augusto Ruspoli Ottoboni (1880–1912) |                               |                               | 1909                          | -                                                                            | Figlio di Costanza Boncompagni-Ludovisi-Ottoboni, figlia del duca Marco |                               |                               |
| Augusto Ruspoli Ottoboni (1880–1912) | 1912                          |                               |                               | -                                                                            | Figlio di Costanza Boncompagni-Ludovisi-Ottoboni, figlia del duca Marco |                               |                               |
| Ma, ancora una volta, con la morte del duca Augusto Ruspoli Ottoboni , celibe e senza figli, né legittimi né illegittimi, la casata si estinse. I titoli nobiliari della famiglia Ottoboni passarono a suo cugino, il conte Cesare Lodovico Rasponi-Bonanzi, figlio dell'altra figlia di Marco , Luisa Maria Margherita Anna Giuseppina Giustina Boncompagni-Ludovisi-Ottoboni, che aveva sposato il conte Carlo Rasponi Bonanzi . |                               |                               |                               |                                                                              |                                                                         |                               |                               |
| Rasponi Bonanzi-Ottoboni |                               |                               |                               |                                                                              |                                                                         |                               |                               |
| Cesare Lodovico Rasponi-Bonanzi-Ottoboni (...–1957) |                               |                               | 15 luglio 1923                | -                                                                            | Figlio di Luisa Boncompagni-Ludovisi-Ottoboni, figlia del duca Marco    |                               |                               |
| Cesare Lodovico Rasponi-Bonanzi-Ottoboni (...–1957) | 1957                          |                               |                               | -                                                                            | Figlio di Luisa Boncompagni-Ludovisi-Ottoboni, figlia del duca Marco    |                               |                               |
| Ennesimamente però, con la morte senza eredi del duca Cesare Lodovico Rasponi-Bonanzi-Ottoboni, la casata si estinse. I titoli nobiliari della famiglia Ottoboni passarono ai Serlupi - Crescenzi , con i quali i Boncompagni-Ludovisi-Ottoboni si erano imparentati per matrimonio. Ancora oggi il titolo di "Duca di Fiano" viene sfoggiato dai capi di casa Serlupi-Crescenzi-Ottoboni                                          |                               |                               |                               |                                                                              |                                                                         |                               |                               |